# Glazbena semiotika
Glazbena semiotika je grana glazbene teorije. Osobito se razvila od 60-ih godina 20. stoljeća. Vremenom se odmaknula od općeg jezikoslovlja, strukturalizma i teorije komunikacije ka kognitivnoj znanosti i psiholingvistici, kao izvorima razumijevanja glazbene kognicije. Agawu je to nazvao prelaskom iz "tvrde" u "meku" semiotiku, čime joj je vokabular postao izrazito metaforičan i složen, dok u isto vrijeme nije bilo stroge konvencije o upotrebi toga rječnika. Dva su najistaknutija "jezika" glazbene semiotike Robert Hatten i Eero Tarasti.